# Thin provisioning
Thin provisioning (TP) – informatyczny proces „oszukiwania” systemu operacyjnego polegający na logicznym prezentowaniu mu w pełni funkcjonalnych zasobów dyskowych, pomimo faktu iż w pełni zasobów takich fizycznie on nie posiada.
W tradycyjnych systemach komputerowych udostępnienie zasobów dyskowych z zewnętrznych macierzy było procesem długotrwałym. Po utworzeniu odpowiedniego wolumenu, następował proces formatowania lub zerowania całej jego powierzchni, co w zależności od jego wielkości trwało nawet kilkanaście godzin. Dopiero po tym czasie wolumen taki mógł być wykorzystywany przez system operacyjny.
W podstawowej funkcjonalności TP pozwala na natychmiastowe udostępnienie zasobów dyskowych zaraz po ich utworzeniu. W momencie utworzenia wolumenu tworzona jest rezerwa o odpowiedniej pojemności, natomiast proces formatowania/zerowania wolumenu odbywa się w tle, równocześnie z korzystaniem z tego wolumenu przez system operacyjny. Pomimo iż system operacyjny logicznie korzysta z całego wolumenu, fizycznie nie posiada on wszystkich zaprezentowanych zasobów. Jednocześnie w typowych rozwiązaniach dyskowych udostępniane są narzędzia do dynamicznego rozszerzania pojemności takich wolumenów, tak aby zwiększyć elastyczność zarządzania oraz wykorzystanie przestrzeni dyskowej.
Rozszerzeniem podstawowej funkcjonalności TP jest „virtual provisioning” oraz overalokacja. Virtual provisioning to w najprostszym podejściu możliwość współdzielenia przydzielonych, ale niezapisanych przestrzeni dyskowych pomiędzy wieloma serwerami i systemami operacyjnymi. Natomiast overalokacja to możliwość logicznej prezentacji większej pojemności niż fizycznie jest ona dostępna.